# Anima allegra
Anima allegra è un film commedia muto italiano del 1919 diretto da Roberto Roberti e interpretato da Francesca Bertini. È basato sulla commedia El genio alegre di Serafin e Joaquin Álvarez Quintero.